# QRFP
QRFP (англ. Pyroglutamylated RFamide peptide) – білок, який кодується однойменним геном, розташованим у людей на короткому плечі 9-ї хромосоми. Довжина поліпептидного ланцюга білка становить 136 амінокислот, а молекулярна маса — 14 941.
| 10         |  | 20         |  | 30         |  | 40         |  | 50         |
| ---------- |  | ---------- |  | ---------- |  | ---------- |  | ---------- |
| MVRPYPLIYF |  | LFLPLGACFP |  | LLDRREPTDA |  | MGGLGAGERW |  | ADLAMGPRPH |
| SVWGSSRWLR |  | ASQPQALLVI |  | ARGLQTSGRE |  | HAGCRFRFGR |  | QDEGSEATGF |
| LPAAGEKTSG |  | PLGNLAEELN |  | GYSRKKGGFS |  | FRFGRR     |  |            |

A: Аланін

C: Цистеїн

D: Аспарагінова кислота

E: Глутамінова кислота

F: Фенілаланін

G: Гліцин

H: Гістидин

I: Ізолейцин

K: Лізин

L: Лейцин

M: Метіонін

N: Аспарагін

P: Пролін

Q: Глутамін

R: Аргінін

S: Серин

T: Треонін

V: Валін

W: Триптофан

Секретований назовні.